# Glyptotendipes corticicola
Glyptotendipes corticicola är en tvåvingeart som först beskrevs av Jean-Jacques Kieffer 1913.  Glyptotendipes corticicola ingår i släktet Glyptotendipes och familjen fjädermyggor.
Artens utbredningsområde är Tyskland. Inga underarter finns listade i Catalogue of Life.